# Dietrich Stobbe

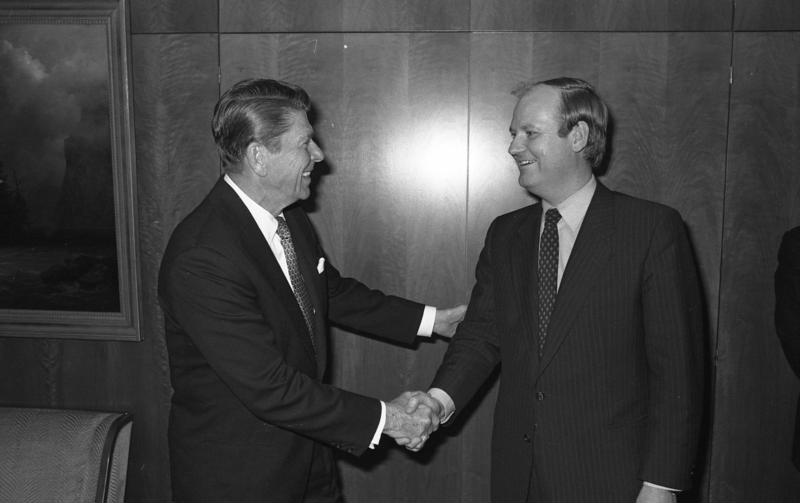
Dietrich Stobbe avec Ronald Reagan, 1978

Dietrich Stobbe (né le 25 mars 1938 et mort le 19 février 2011) est un homme politique allemand de Weepers, en Prusse orientale. En tant que maire de Berlin, entre 1977 et 1981, il a également été président du Bundesrat en 1978/79.
Il est membre du Parti social-démocrate (SPD).
Il meurt le 19 février 2011 à 72 ans.